# Aname platypus
Aname platypus là một loài nhện trong họ Nemesiidae.
Aname platypus được miêu tả năm 1875 bởi L. Koch.